# Холокост в Бельгии
Холокост в Бельгии (фр. Shoah en Belgique, нидерл. Holocaust in België) — преследование и уничтожение евреев на территории Бельгии в период немецкой оккупации с 28 мая 1940 года по сентябрь 1944 года, часть общей политики нацистов и их союзников по уничтожению евреев.

## Евреи в Бельгии до войны
Накануне войны в Бельгии с учётом беженцев из Германии, Австрии, Чехословакии и Польши проживало около 90—110 тысяч евреев. Большинство из них было беженцами и лишь 5-10 % — гражданами Бельгии. Большинство из них жило в Брюсселе и Антверпене.
Мужчины-беженцы из Германии находились под наблюдением бельгийской полиции, хотя многие из них вступили в бельгийскую армию добровольцами.

## Оккупация Бельгии Германией
10 мая 1940 года немецкая армия вторглась в Бельгию. Бельгийская армия и союзные с ней французские и английские войска были разбиты. 28 мая король Бельгии Леопольд III подписал капитуляцию.
После оккупации Бельгии правительство бежало в Великобританию. В Лондоне было сформировано правительство в изгнании. Король Леопольд III остался в Бельгии под домашним арестом.
Большая часть евреев после оккупации Бельгии бежала во Францию, на территории Бельгии осталось 55-56 тысяч евреев.

## Преследование и уничтожение евреев
Сразу после оккупации Бельгии немцы ввели ряд антиеврейских законов и постановлений. Вначале было запрещено исполнение иудейских религиозных обрядов.
Затем власти ограничивали гражданские права евреев, конфисковали их предприятия, ввели запрет на ряд профессий. Евреи были направлены на принудительные работы. Они работали в основном в строительстве военных укреплений в северной Франции, а также на ряде бельгийских объектов.
В начале 1942 года нацисты приказали всем евреям Бельгии носить жёлтую звезду. 22 июля 1942 года нацисты приступили к истреблению оставшихся в Бельгии евреев. Их вызывали якобы для устройства на работу, а затем заключали в транзитные концентрационные лагеря Бреендонк и Мехелен и депортировали на Восток в лагеря смерти, в основном, в Освенцим.
Первая депортация евреев из Бельгии состоялась 4 августа 1942 года. Депортации продолжались до июля 1944 года. По разным данным, от 25 437 до 25 631 еврея были отправлены в лагеря смерти, из них только 1244 пережили войну.
После Второй мировой войны в Бельгии осталось около 40 тысяч евреев.

## Роль коллаборационистов
Бельгийские нацисты (рексисты и Фламандский национальный союз) активно сотрудничали с оккупантами в преследовании евреев. 14 апреля 1941 года, после просмотра немецкого пропагандистского фильма Вечный жид члены бельгийских военизированных крайне правых группировок организовали погром в Антверпене и сожгли 2 синагоги. В июне 1941 года крайне правые газеты требовали введения антиеврейских законов, аналогичных нюрнбергским.

## Сопротивление и спасение

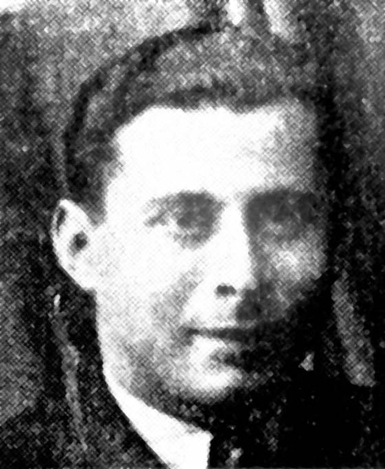
Подпольщик Херш Сокол, погибший в 1943 г.

Большинство бельгийцев не поддержали антиеврейские акции нацистов. Тани Липски утверждает, что после того, как в 1942 году немцы обязали всех евреев в Бельгии носить жёлтые звезды, многие мужчины на улице снимали перед женщинами-еврейками шляпу, а в трамвае подчёркнуто уступали им место.
В Бельгии основной формой антинацистского сопротивления были саботаж и помощь союзным армиям (в частности, разведывательная информация). Массовой партизанской войны, как во Франции и тем более как в Польше или СССР, в Бельгии не было.
Евреи пытались создать самостоятельную подпольную организацию, но коммунисты возражали против этого. Тем не менее евреи играли важную роль в бельгийском антинацистском подполье. В начале 1942 года сионистскими партиями в Брюсселе был создан «Комитет в защиту евреев», который поддержали как подполье, так и бельгийская католическая церковь. Комитет занимался изготовлением фальшивых документов и предоставлением убежищ евреям. Он создал сеть укрытий благодаря которым было спасено 3 тысячи детей и 10 тысяч взрослых.
Подпольная группа «Еврейская солидарность», входившая в Движение Сопротивления, совершала диверсии против немцев. 19 апреля 1943 года группа, включавшая еврейского врача, уроженца Киева Юру Лившица и двух его друзей — Робера Местрио и Жана Франклемона, отбила у охраны эшелон с евреями, которых отправляли в Освенцим, было спасено около 200 человек. Многие еврейские подпольщики погибли. В частности, 9 сентября 1943 г. были публично казнены Ш. Поташник, А. Вайхман и М. Розенцвейг, которые участвовали в ряде диверсий против оккупантов. После войны они были посмертно удостоены воинских почестей и наград бельгийского короля.
Подпольщики организовали нападение на контору юденрата в Брюсселе, где были уничтожены списки евреев, подлежащих депортации. Помощь в спасении евреев оказывали многие бельгийцы. Аббат Жозеф Андрэ из Намюра, отец Бруно Рейндерс из Маунт-Сезара, учительница Ивон Невьян и многие другие сотрудничали с еврейскими подпольщиками в поисках безопасных убежищ для сотен детей. Помощь евреям оказывал глава католической церкви Бельгии кардинал Йозеф ван Руй. Всего в Бельгии неевреями было спасено по разным данным 26-30 тысяч евреев.
Содействие в освобождении множества евреев от депортации оказал даже глава оккупационного правительства — немецкий генерал Александер фон Фалькенхаузен
В Бельгии было спасено в процентном отношении намного больше евреев, чем в других оккупированных нацистами странах, за исключением Дании. 1803 жителей Бельгии за спасение евреев признаны израильским Институтом Катастрофы и героизма «Яд ва-Шем» праведниками народов мира. Бельгия занимает 5 место в мире по числу праведников.

## Память

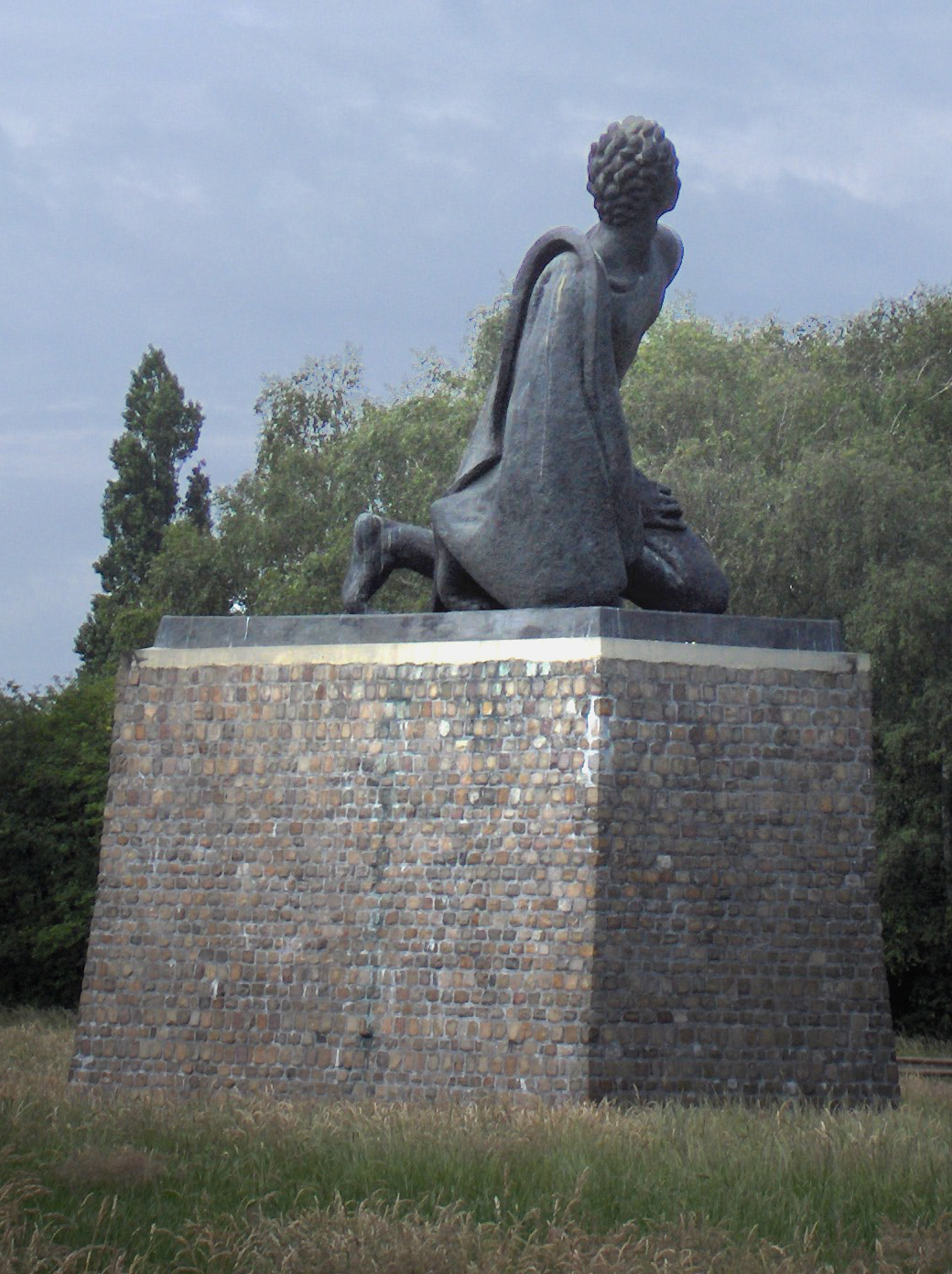
Памятник жертвам концлагеря Бреендонк

В центре Брюсселя установлен памятник с указанием имён, дат рождения и смерти 242 бойцов-евреев, погибших на войне. На памятнике по-французски, по-голландски, на иврите и на идише написано: «Слава евреям Бельгии, погибшим в боях с захватчиками».
С 2009 года в Бельгии по инициативе Ассоциации памяти жертв Холокоста действует проект «Мостовые памяти». В мостовые бельгийских городов устанавливаются камни с именами и биографиями жертв Холокоста. Это делается возле домов, в которых они жили перед депортацией в концентрационные лагеря.
Публичное отрицание Холокоста в Бельгии является уголовным преступлением согласно закону от 23 марта 1995 года. Нарушение этого закона карается тюремным заключением до 1 года и штрафом до 2500 евро.

В марте 2008 года правительство Бельгии и бельгийские банки согласовали выплату компенсации в размере 110 миллионов евро пережившим Холокост, семьям жертв и еврейской общине страны.